# Zalizne
Zalizne (ukrajinsky Залізне, rusky Зализное – Zaliznoje) je město v Doněcké oblasti na Ukrajině. K roku 2013 v něm žilo přes pět tisíc obyvatel.

## Poloha
Zalizne leží na Donbasu přibližně čtyři kilometry jihovýchodně od centra Torecku, pod který správně spadá. Od Doněcku, správního střediska celé oblasti, je vzdáleno přibližně čtyřiačtyřicet kilometrů severně.

## Dějiny
Zalizne bylo založeno v roce 1894 s jménem Nelepovskyj (Нелеповский). Osada se po nalezení ložisek uhlí vyvinula v důležitou hornickou osadu. V červenci 1905 vypukla v místním nelepovském dole stávka více než 100 horníků. Roku 1916 se stávka v místních uhelných dolech opakovala, stávkovalo více než pět tisíc horníků. V roce 1917 byla ustanovena místní sovětská vláda pod vedením horníka M.I. Dubovoje. V dubnu 1920 místní uhelné doly navštívil ruský revolucionář a sovětský politický vůdce Fjodor Andrejevič Sergejev (známý jako soudruh Arťom), který byl pověřen obnovou uhelného průmyslu v Doněcké oblasti. Po Sergejevově smrti v roce 1921 byly důl a celá osada přejmenovány na žádost horníků na Arťomovo (Артемове, Артёмово).
V roce 1938 získalo Arťomovo městská práva.
Během Velké vlastenecké války bylo město 28. října 1941 obsazeno německými jednotkami. 5. září 1943 bylo Arťomovo osvobozeno Rudou armádou během Donbaské operace. Druhé světové války se zúčastnilo přibližně tři tisíce obyvatel města, 1217 z nich padlo, 1648 obdrželo vyznamenání.
V rámci války na Ukrajině bylo město v prosinci 2014 poškozeno ostřelováním separatistů.
Dne 19. května 2016 bylo město v rámci dekomunizace Ukrajiny přejmenováno na Zalizne.

## Populace
Podle sčítání ukrajinského obyvatelstva z roku 2001 žilo ve městě 6725 obyvatel, z toho:
- Rusové 82,82 %
- Ukrajinci 16,75 %
- Bělorusové 0,2 %
- Arméni 0,11 %

V roce 2020 žilo ve městě přibližně 5105 obyvatel.